# تونی موزلی
تونی موزلی (انگلیسی: Tony Maudsley؛ زادهٔ ۳۰ ژانویهٔ ۱۹۶۸) هنرپیشه اهل انگلستان است.
از فیلم‌ها یا برنامه‌های تلویزیونی که وی در آن نقش داشته‌است می‌توان به هری پاتر و محفل ققنوس، ونیتی فر اشاره کرد.